# 科科達小徑戰役
8°52′39.95″S 147°44′14.99″E / 8.8777639°S 147.7374972°E
科科達小徑戰役（Kokoda Track campaign）是第二次世界大戰太平洋戰爭的一場戰役。於1942年7月至11月在澳屬巴布亞新幾內亞的科科達小徑（Kokoda Track）沿線，由日軍發起攻擊與澳軍進行了一系列戰役。
科科達小徑是一條長達100公里的小徑，由面對珊瑚海的莫爾茲比港近郊出發，穿越歐文史坦利山脈到科科達，由科科達俯控珊瑚海沿岸低地。如果當時日軍由此通道佔領莫爾茲比港，建立起足夠海空武力的話可以打擊通往澳洲的航道，甚至可以直接威脅澳洲本土東北部，所以戰略上有其重要性。
這小徑僅能以步行通過，車輛無法通行；沿途經過數處世上最困難崎嶇地形，包括標高2,250公尺的貝拉米峰、晝間濕熱、夜間冷風、季節性暴雨與瘧疾等傳染性熱帶疾病肆虐。補給非常困難，也嚴格限制了參戰部隊的數量及作戰方式。

## 背景
作為太平洋戰爭整體戰略的一部分，日軍試圖攻佔莫爾兹比港，防止盟軍利用澳洲作反攻的根據地。日軍也可利用該港攻擊澳洲北部及東部大部分地方，包括人口最密集的墨爾本至布里斯班海岸地帶。日軍更可控制來往太平洋和印度洋的主要航線並且有效地阻止美國以海路向澳洲增援。日軍曾考慮於1942年初入侵澳洲，但在2月取消計劃。1942年5月的珊瑚海海戰阻礙了日軍以登陸戰奪取莫爾茲比港的第一次嘗試。一個月後，日軍在中途島戰役損失多艘航空母艦，進一步削弱日軍在南太平洋發動大型登陸戰的可能性。日軍於是改由陸上進攻莫爾茲比港。
盟國西南太平洋戰區盟軍統帥道格拉斯·麥克阿瑟上將決定在新幾內亞集結兵力，以便進攻日軍重要基地拉包爾。他知道在布納登陸的日軍可能威脅科科達以至莫爾茲比港後，就詢問他手下的盟軍陸上部隊司令湯瑪斯‧布萊米上將如何應對。布萊米命令新幾內亞軍司令巴賽爾‧莫里斯少將防守該區，並預備抵抗日軍的推進。:166 莫理斯便組建了 馬若巴部隊 來防衛科科達；他又命令有100人的澳大利亞第39營 B連沿小徑前往科科達村。B 連任務是在抵達科科達村後立即控制科科達的飛機跑道，以備盟軍在巴布亞北岸集結。該單位在6月26日被下令撤離，但直至7月7日才真正撒走。:166:43–44

## 戰序：日軍登陸及最初攻勢

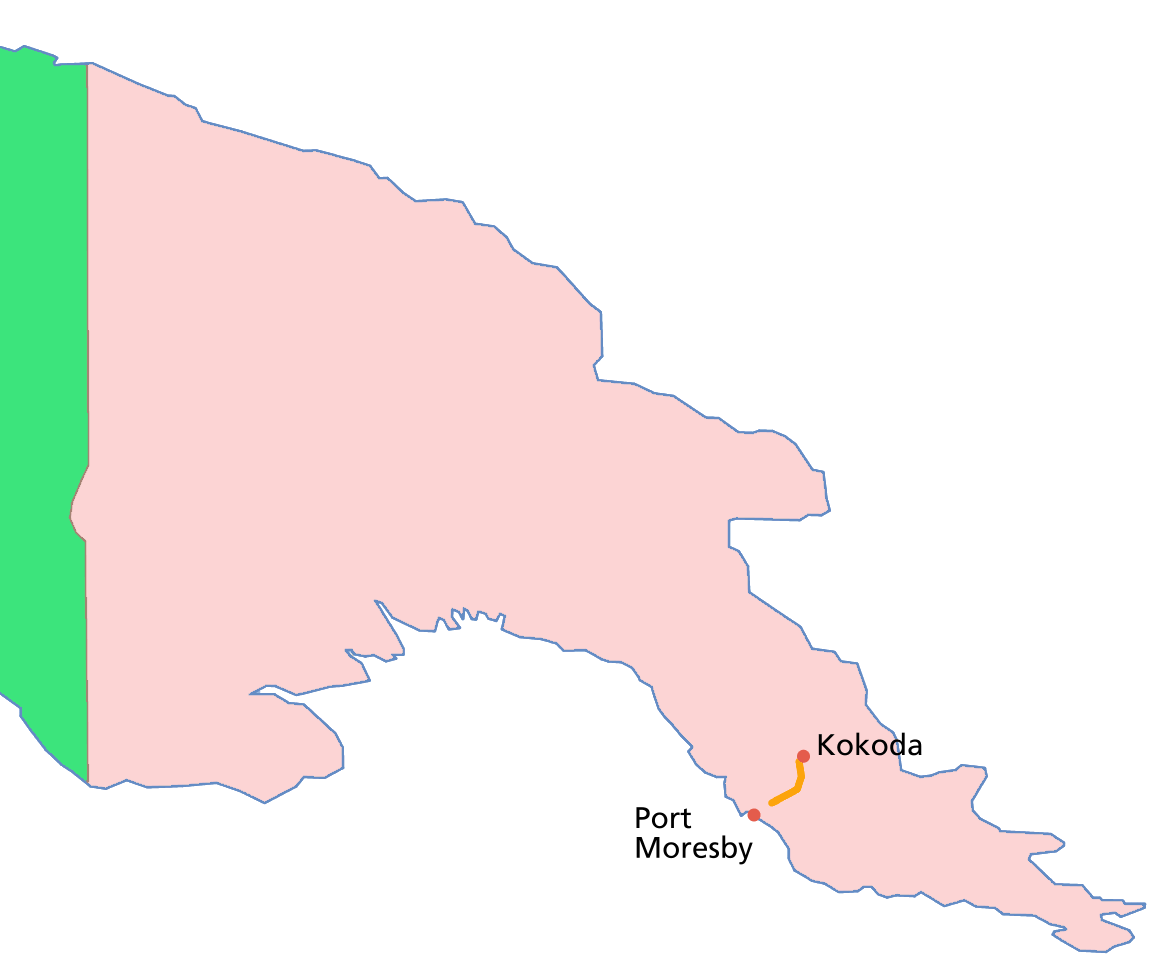
科科達小徑的位置

在1942年稍早時候已攻佔新幾內亞北部大部分地方的日軍，7月21日在巴布亞東北岸登陸，在布納、果納及Sanananda建立橋頭堡。
日軍由第55師團的歩兵第144高知聯隊與第55山砲聯隊第1大隊組成南海支隊，加強配屬歩兵第41福山聯隊、獨立工兵第15聯隊、獨立高射砲第47大隊、高砂義勇隊（由台灣原住民組成）等，由堀井富太郎少將支隊長領軍，1942年7月21日日軍歩兵第41福山聯隊兩個大隊於新幾內亞島東北部登陸，意圖奪取科科達，強行通過科科達小徑，攻取莫爾茲比港。
澳洲方面則由當地原住民部隊巴布亞步兵營（Papua Infantry Battalion）與後備部隊澳洲陸軍39步兵營進行初期防守。科科達小徑雖窄，但將兩旁山嶽叢林溪谷列入防禦正面後仍寬達十幾公里，澳洲部隊面對人數眾多，訓練、武器都遠勝他們的日軍，進行艱苦的守勢作戰，不斷伺機猛攻、退守，阻延日軍。例如，日軍在兩日激戰後，7月29日攻下由77名澳軍防守的科科達飛機跑道，由於澳軍的表現突出，日軍估計科科達飛機跑道守軍兵力為1200人。

### 日本撤退
川口清健少將在9月14日企圖重奪瓜達爾卡納爾的攻勢失敗。日軍約有850人戰死，而美國海軍陸戰隊僅損失104人。:184–194日本大本營收到消息後，判定日軍無能力同時支撐新幾內亞及瓜達爾卡納爾島兩個戰場。他們的結論是瓜島及它的機場對確保日軍在南太平洋的行動是不能缺少的。百武晴吉中將判定他的兵力及物資僅夠挫敗瓜島上的盟軍。
戰役其間西南太平洋戰區盟軍統帥道格拉斯·麥克阿瑟與澳洲總理約翰·柯廷都對戰況不表樂觀。澳洲軍增援兩個步兵旅後，歷經數次戰役。

## 空中行動
由於莫爾茲比港是唯一可以支援巴布亞行動的港口，能否固守此港對戰役成敗尤為重要。空中防禦由P-39及P-40戰鬥機組成。皇家澳洲空軍的雷達無法在日軍攻擊前提供足夠的預警，於是要倚賴海岸監視隊及山上的偵察人，直至9月一支有較佳設備的美國雷達組抵達。日本轟炸機通常有在30,000英尺（9,100）高空的戰鬥機護航，使P-39及P-40鞭長莫及，讓日軍在空戰中取得高度上的優勢。
:20盟軍戰鬥機損失不輕，截至6月，20至25架P-39在空戰中損失，8架在降落時損失，3架在地上。澳軍和美軍的高射炮隊擔當了一個重要的角色，到1942年8月17日，莫爾茲比港已經遭受78次空襲。:31隨着高射炮隊在數量上及技巧上日漸改善，日本轟炸機被迫升到更高處，減低了轟炸的準確度，到8月更被迫放棄在日間施襲。
由於日軍的空襲，長程轟炸機如B-17、B-25及B-26轟炸機不能在莫爾茲比港安全地部署，只能從澳洲基地出擊。美軍對拉包爾等遠程目標的轟炸沒有戰鬥機護航，蒙受重大損失。:24不過戰鬥機仍可為運輸隊及轟炸目標在航程範圍內的轟炸機提供掩護。:38以莫爾茲比港及Milne Bay為基地的飛機出擊以阻止日軍在Buna部署飛機，及阻止日軍向該區增援。:31–33隨着日軍地面部隊向莫爾茲比港推進，盟軍空軍也攻擊科科達小徑上的補給點。:42

## 科科達小徑戰役的重要性
科科達小徑會戰是當時澳軍首次在澳洲的保護領上作戰，並擋住日軍攻勢。這也是澳軍首次獨立於大英國協支援外進行實戰。其間澳軍應戰時所暴露的缺點都在隨後立即反省並改正。由於事前缺乏規劃，澳軍作戰時多以空運進行兵員補充，物資運輸與傷亡後送等必須由當地原住民以人力進行。後勤補給系統也在此戰之後大幅加強。應戰時盟軍情報落後：地圖老舊，地形生疏，缺乏即時空照；因此盟國美澳兩軍高司往往下達戰地指揮官無法執行的命令。澳軍士兵與校尉軍官雖然缺乏個人戰技訓練與排連團隊訓練，仍然達成戰略目標。
此役參戰日軍堅忍勇猛，叢林作戰方面有高度訓練水準。美國陸軍航空隊第五航空軍以P-38閃電式戰鬥機取得制空權，以戰場空優多次對澳軍進行支援運補，而日軍後勤補給因地形限制而困難，彈藥補充常由日軍士兵揹負至前線，導致多數日軍死於飢餓或無力有效戰鬥。
軍事學家後來檢視太平洋戰爭大勢，認定科科達小徑戰役是美日攻守易勢關鍵一役，如果日軍成功穿越並控制科科達小徑，攻佔莫爾茲比港，席捲澳洲，美軍反攻可能要從美洲海岸打起。
事实上这句话是扯淡，就算日军占领莫尔兹比港，由于米尔恩湾机场牢牢控制在美军手中，日军除非乘坐木筏，无法登陆澳大利亚。

### 引用
1. 1 2 3 4  McCarthy, Dudley. .  (PDF). Australia in the War of 1939-45. Australia in the War of 1939–45, Series 1 – Army,. Volume V (Canberra: Australian War Memorial). 1959: 108-146  [2016-01-07]. （原始内容 (pdf)存档于2017-04-25） （英语）.
2. 1 2  Kokoda Campaign 的存檔，存档日期2009-07-11.
3. ↑  Williams 2012，第235頁.
4. ↑  Coulthard-Clark 1998，第223頁.
5. ↑  Milner, Samuel. . 15 March 1955  [2010-02-21]. （原始内容存档于2009年1月8日）.
6. ↑  Stanley, Peter. . Melbourne: Penguin  Australia. 2008. ISBN 9780670029259.
7. ↑  Willmott, H.P. . United States Naval Institute Press. 1983. ISBN 0870210920 （英语）.
8. 1 2  Keogh, E.G. . Melbourne: Grayflower Publications. 1965 （英语）.
9. ↑  Smith, Michael. . New  York: Pocket. 2000. ISBN 0-7434-6321-8.
10. 1 2  Craven & Cate (1948), pp. 476–477
11. 1 2 3 4 5 6  Watson, Richard L. Jr.  (PDF). Washington, DC: USAAF Historical Office. 1944. （原始内容 (pdf)存档于2012年4月5日） （英语）.
12. ↑  胡, 文輝. . 自由時報. 2009-09-11  [2009-09-22]. （原始内容存档于2012-11-09） （中文（臺灣））.

## 延伸閱讀
- Bullard, Steven (translator).  (PDF). Canberra: Australian War Memorial. 2007  [2010-07-27]. ISBN 9780975190487. （原始内容 (pdf)存档于2021-03-02）.
- Campbell, James. . Crown. 2007. ISBN 0307335968.
- Horner, David. . Canberra: Australian National University Press. 1978. ISBN 0708113451.
- Johnston, Mark. . Allen & Unwin. 2005. ISBN 1741141915.
- Rottman, Gordon. . Oxford: Osprey. 2005. ISBN 1841767891.
- White, Osmar. . Penguin. 1945. ISBN 0140147063.
- . July 1, 2004  [2010-07-27]. （原始内容存档于2016-03-04）.

## 外部連結
- The Kokoda Track (Department of Veterans' Affairs website)
- The Kokoda Track Foundation （页面存档备份，存于）
- The Kokoda Memorial Foundation
- ANZAC Day commemoration Committee – The Kokoda Track
- Wartime Sketch Map
- Bomana War Cemetery Roll Call
- ABC(Australian) report – Historical Find

（页面存档备份，存于）